# Paddy Reilly
Patrick 'Paddy' Reilly, född 18 oktober 1939 i Dublin, är en irländsk folkmusiksångare och gitarrist. Han är mest känd för sina versioner av "The Fields of Athenry" och "The Town I Loved So Well". Då den förra gavs ut 1983 låg den kvar på de irländska listorna i  72 veckor.
Efter att ha varit soloartist i många år gick han med i gruppen The Dubliners 1996 som ersättare för Ronnie Drew. 2005 lämnade han gruppen för att flytta till New York och ersattes av Patsy Watchorn.

## Diskografi

### Soloalbum
- The Life of Paddy Reilly (1971)
- Paddy Reilly At Home (1972)
- The Town I Loved So Well (1975
- Green Shamrock Shore (1980)
- The Fields of Athenry (1982)
- Live Paddy Reilly (1983)
- The Old Refrain (1984)
- Greatest Hits Live (1985)
- Paddy Reilly's Ireland (1986)
- Paddy Reilly Now (1988)
- Sings the Songs of Ewan MacColl (1990)
- Gold and Silver Days (1991)
- Come Back Paddy Reilly (2003)

### Med The Dubliners
- Further Along (1996)
- Alive Alive-O  (1997)
- 40 Years (2002)
- Live from the Gaiety (2002)